# San Quirico d’Orcia
San Quirico d’Orcia település Olaszországban, Toszkána régióban, Siena megyében. Lakosainak száma 2572 fő (2023. január 1.). San Quirico d’Orcia Castiglione d’Orcia, Montalcino, Pienza és San Giovanni d’Asso községekkel határos.

## Népesség
A település lakossága az elmúlt években az alábbi módon változott:
| Lakosok száma | 2655 | 2646 | 2572 |
|               | 2017 | 2018 | 2023 |